# Turnišče
Turnišče (Hongaars: Bántornya; Duits: Thurnitz) is een gemeente in Slovenië. De gemeente ligt in het gebied Dolinsko, een deel van Prekmurje. In de gemeente liggen de volgende woonkernen: Gomilica, Nedelica, Renkovci en Turnišče. De hoofdplaats Turnišče werd voor het eerst vermeld in de 13e eeuw. In 1524 kreeg het marktrechten en in 1548 stadsrechten. Vooral kleermakers en schoenmakers vestigden zich in de marktplaats. In 1979 werd er een schoenmakersmuseum geopend.
Apače · Beltinci · Cankova · Črenšovci · Dobrovnik · Gornja Radgona · Gornji Petrovci · Grad · Hodoš · Kobilje · Križevci · Kuzma · Lendava · Ljutomer · Moravske Toplice · Murska Sobota · Odranci · Puconci · Radenci · Razkrižje · Rogašovci · Šalovci · Sveti Jurij · Tišina · Turnišče · Velika Polana · Veržej
1. ↑  "Prebivalstvo po starosti in spolu, občine, Slovenija, polletno". Statistični urad Republike Slovenije. Geraadpleegd op 18 april 2021.